# Cuílo (província)
Cuílo (em francês: Kwilu) é uma província da República Democrática do Congo. Foi criada pela Constituição de 2006 (estabelecida em 2009), a partir de uma divisão da antiga província Bandundu. A província tem 2.144.415 habitantes. Sua capital é a cidade de Bandundu e a maior cidade provincial é Quicuíte.
Cuílo existiu de 1962 a 1966, quando foi incorporada a Mai-Indombe e Cuango para criar a província de Bandundu.
Devido ao rio Cuílo, que atravessa a província, foi-lhe dado seu nome.